# Planckova doba
Planckova dôba (tudi Planckova epóha, Planckova êra) [plánkova ~] v fizikalni kozmologiji predstavlja najzgodnejšo časovno periodo v zgodovini Vesolja, od 0 do približno 10−43 sekunde (Planckov čas), v kateri so bili kvantni učinki gravitacije pomembni in nezanemarljivi. Imenuje se po Maxu Plancku. Načeloma predstavlja najzgodnejši trenutek v času, saj je verjetno Planckov čas najkrajši možni časovni interval, Planckova doba pa je trajala le toliko dolgo. Pred približno 13,7 milijardami let je bila gravitacijska sila po vsej verjetnosti enako močna kot druge tri osnovne sile, kar pomeni, da so bile sile združene. Nepredstavljivo vroče in gosto Vesolje je bilo med Planckovo dobo v nestabilnem ali prehodnem stanju iz katerega so v procesu znanem kot zlom simetrije nastale znane manifestacije osnovnih sil. Sodobna kozmologija predlaga, da je Planckovi dobi sledilo obdobje poenotenja, oziroma doba velikega poenotenja, zlomu simetrije pa je hitro sledilo obdobje inflacije Vesolja, inflacijska doba, med katero se je Vesolje v zelo kratkem času zelo razširilo.